# Tiên Tần
Tiên Tần (tiếng Trung: 先秦; bính âm: Xiānqín), cũng gọi Tiên Tần thời đại (先秦時代) là khoảng thời gian phân chia lịch sử Trung Quốc thời cổ đại, là cách gọi chung về thời đại trước triều đại Nhà Tần của Trung Quốc (tức là trước năm 221 TCN).
Thời kỳ Thượng cổ, Tam Đại (tức ba triều đại Hạ Thương Chu) đều là một phần của lịch sử thời kỳ Tiên Tần. Bởi vì nhà Tần là đầu nguồn của chế độ phong kiến và quân chủ tập quyền Trung Quốc, nền quân chủ tập quyền là do nhà Tần mở đầu.

## Hình thái xã hội
- Xã hội nguyên thủy trong thời đại Thượng cổ
- Chế độ phong kiến Trung Quốc vào lúc ban sơ
- Sự nở rộ trào lưu tư tưởng học thuật của Bách Gia Chư Tử thời kỳ Xuân Thu
- Thời kỳ Chiến Quốc bắt đầu xuất hiện hình thái sơ khai của nền quân chủ tập quyền